# Beyond Price
Beyond Price er en amerikansk stumfilm fra 1921 af J. Searle Dawley.

## Medvirkende
- Pearl White som Sally Marrio
- Vernon Steele som Philip Marrio
- Nora Reed som Valicia
- Arthur Gordini som Lester Lawton
- Louis Haines som J. Peter Weatherby
- Maude Turner Gordon som Mrs. Florence Weathersby
- Byron Douglas som Norbert Temple
- Ottola Nesmith som Mrs. Temple
- Dorothy Walters som Mrs. Dusenberry
- Dorothy Allen som Lizzie
- Jack Baston
- Charles Sutton